# Костянтинопіль
Костянтино́піль — село Великоновосілківської селищної громада Волноваського району Донецької області в Україні.

## Загальні відомості
Відстань до центру громади становить близько 26 км і проходить автошляхом Т 0518. Населення — 1076 осіб.
Костянтинопіль — колишній центр сільської ради. Розташований при злитті річок Сухих Ялів і Вовчої, за 20 км від залізничної станції Роя. Сільській раді був підпорядкований також населений пункт Улакли. Через село проходить автошлях Н15 сполученням Донецьк—Запоріжжя.

## Історія
Заснований грецькими поселенцями з кримських сіл сіл Демерджі (Фуна), Алушти, Улу-Узеня, Кючук-Узеня, Куру-Узеня в 1779 р. Свою назву село одержало від столиці Візантії при своєму заснуванні, що заслужило великим жертвопринесенням (подвійною гекатомбою — жертвою з двохсот биків).
За даними на 1859 рік у казенному селі Маріупольського грецького округу Олександрівського повіту Катеринославської губернії мешкало 900 осіб (485 чоловічої статі та 415 — жіночої), налічувалось 281 дворове господарство, існувала православна церква.
Станом на 1886 рік у грецькій колонії Богатирської волості Маріупольського повіту Катеринославської губернії мешкало 1107 осіб, налічувалось 189 дворових господарств, існували православна церква, школа, 2 лавки й 2 цегельних заводи.
За переписом 1897 року кількість мешканців зросла до 2053 осіб (1098 чоловічої статі та 955 — жіночої), з яких 2034 — православної віри.
У 1908 році в грецькому поселенні мешкало 2423 особи (1234 чоловічої статі та 1189 — жіночої), налічувалось 360 дворових господарства.
За часів СРСР у селу розташовувалась центральна садиба колгоспу ім. Мічуріна. Артіль має 2115 га орної землі, у тому числі 200 га зрошуваної. Виробничий напрям господарства — м'ясо-молочне тваринництво та вирощування зернових культур. В артілі займаються також садівництвом, виноградарством. Є баштани. 5 трудівників колгоспу нагороджено орденами і медалями.
У селі діяли восьмирічна школа, бібліотека, ветлікарня. Відкрито дитячий комбінат, працюють побутові майстерні. 6 відділення райоб'єднання «Сільгосптехніки».

## Населення
За даними перепису 2001 року населення села становило 1076 осіб, із них 14,78 % зазначили рідною мову українську, 75,84 % — російську, 1,02 % — грецьку та 0,09 % — молдовську мову.

## Видатні уродженці
- Осадчук Марія Луківна (нар. 1939) — український мовознавець.
- Френкель Нафталій Аронович (1883—1960) — знаний діяч ГПУ-НКВС СРСР, до Жовтневого перевороту 1917 року — відомий одеський мільйонер, комерсант та кримінальний авторитет, за радянських часів — в'язень Соловецького табору, пізніше — начальник будівництва Біломорсько-Балтійського каналу та Байкало-Амурської магістралі, перший керівник Головного управління таборів залізничного будівництва СРСР.